# Europolemur
L'europolemure (gen. Europolemur) è un primate estinto, appartenente agli adapidi. Visse nell'Eocene medio (circa 45 milioni di anni fa) e i suoi resti fossili sono stati ritrovati in Europa (Germania).

## Descrizione
Questo animale, come tutti i membri del gruppo degli adapidi, doveva assomigliare a un lemure attuale. Europolemur possedeva zampe dotate di lunghe dita, e probabilmente le sue mani assomigliavano a quelle degli euprimati nelle proporzioni. Questo animale possedeva un alluce opponibile e probabilmente possedeva unghie invece di artigli. In proporzione alle zampe anteriori, le mani di Europolemur erano piuttosto grandi; la forma del calcagno assomigliava a quella di altri adapidi evoluti come Smilodectes e Notharctus. Europolemur poteva raggiungere e superare 1,7 chilogrammi di peso (Fleagle, 1998). Il cranio era piuttosto corto, con orbite piccole e barre postorbitali robuste; le arcate zigomatiche, benché robuste, non erano sviluppate come quelle di altri adapidi europei (come Adapis e Leptadapis), e la cresta sagittale era ridotta. 

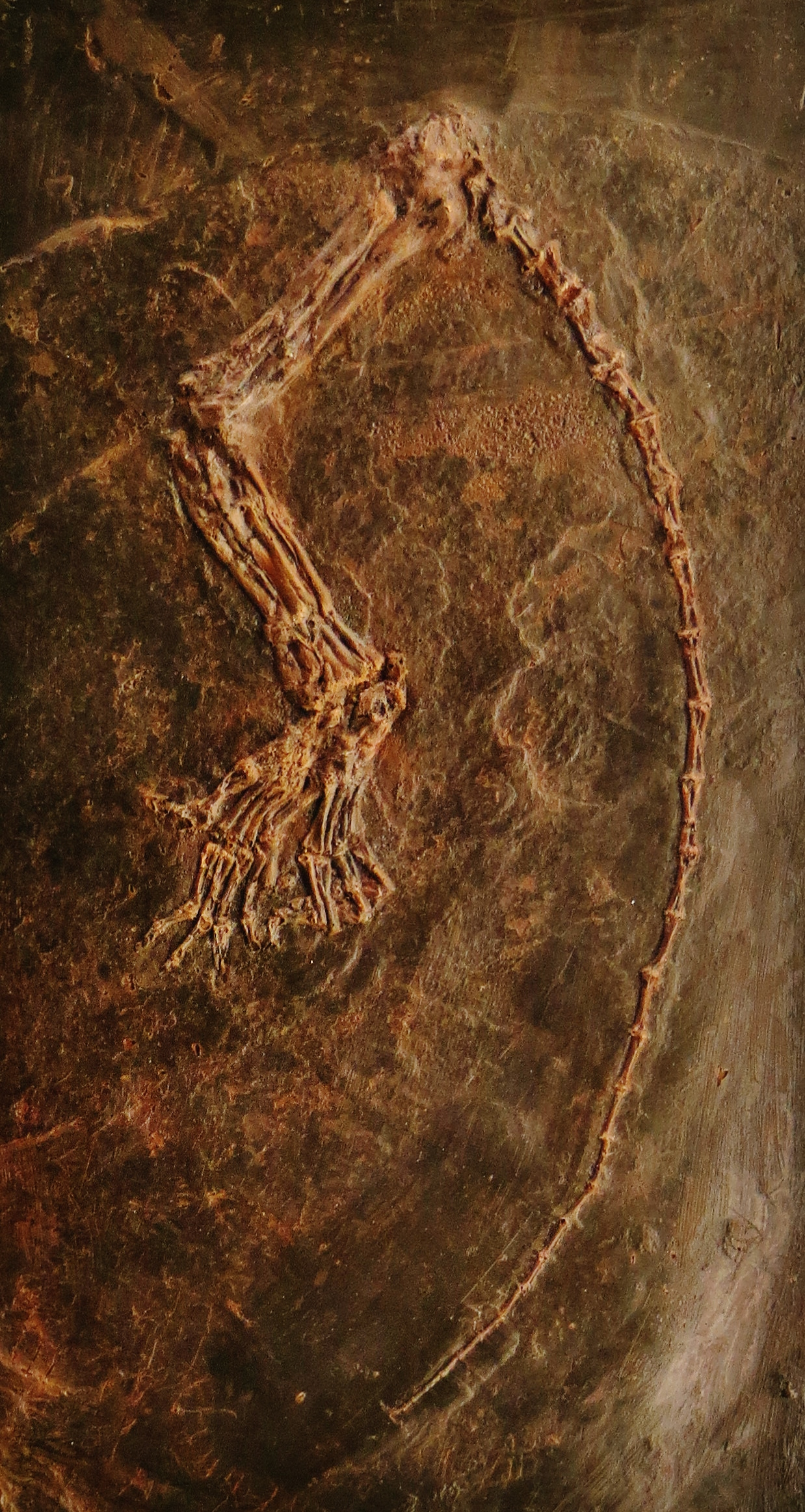
Fossile di Europolemur koenigswaldi

La formula dentaria di Europolemur era particolare: nella dentatura permanente era 2.1.3.3 sia nelle serie superiori che in quelle inferiori, mentre nella dentatura decidua (denti da latte) era di 2.1.4.3. Una delle caratteristiche distintive di Europolemur era data dalla mancanza di un metaconulo sui molari. L'anatomia dentaria di questo genere è stata descritta in dettaglio da Franzen (2004): i canini superiori erano grandi e appuntiti, il terzo molare più piccolo e corto del secondo, il quarto premolare molto più corto che largo, con un parastilo debole.

## Classificazione
Europolemur venne descritto per la prima volta nel 1933 da Weigelt, sulla base di resti fossili ritrovati in Germania. Weigelt descrisse la specie tipo Europolemur klatti (Weigelt, 1933), e successivamente vennero descritte le specie E. koenigswaldi (Franzen, 1987) ed E. kelleri (Franzen, 2000), sempre provenienti dalla Germania, dal ben noto giacimento di Messel.

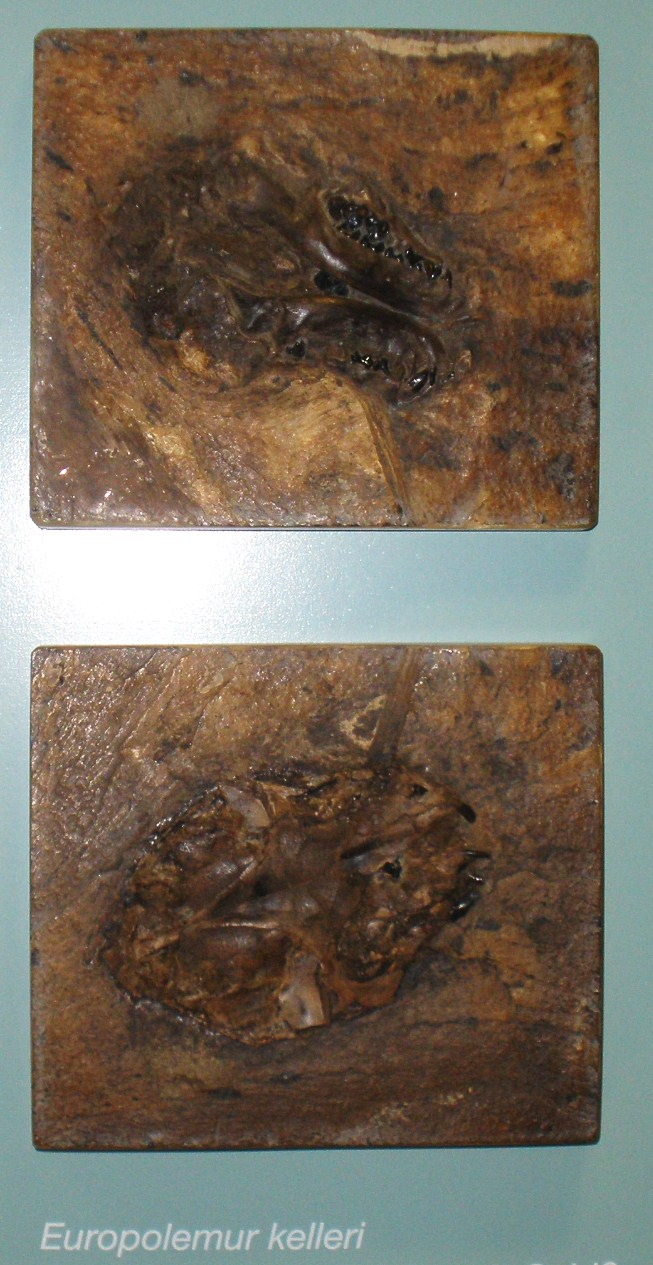
Cranio di Europolemur kelleri

Europolemur è considerato un tipico rappresentante degli adapidi, un gruppo di primati arcaici simili a proscimmie. Tra questi, sembra che Europolemur fosse strettamente imparentato con Protoadapis, leggermente più antico e distinto da Europolemur solo per alcuni dettagli della dentatura.

## Paleobiologia
La morfologia delle ossa degli arti indica che Europolemur era ben diverso da altri adapidi dell'Eocene europeo come Adapis e Leptadapis; al contrario di questi, Europolemur non era lento ma doveva muoversi agilmente, a balzi, tra i rami delle foreste europee. La dentatura indica che questo animale era frugivoro e parzialmente insettivoro.